# Bijwoordelijke bepaling
De bijwoordelijke bepaling is in de zinsontleding een woord of woordgroep die meer informatie of een nadere omschrijving geeft over dat wat in het gezegde wordt uitgedrukt. Voorbeelden zijn: 'Het eten is snel opgewarmd', 'Ik vertrek om 5 uur van huis' en 'Hij wacht op mij in het park'.
Een bijwoordelijke bepaling in een zin kan worden gevonden als een van de zogenaamde 'wwhh-vragen' gesteld wordt:
Waar? Wanneer? Waaraan (...bij, ...mee, ...door)? Hoe? Hoe veel?
Voorbeeld
Zij is vorig jaar in Gent getrouwd.
Hier staan twee bijwoordelijke bepalingen: een van tijd (vorig jaar) en een van plaats (in Gent); een bepaling van tijd staat in het Nederlands meestal vóór een bepaling van plaats.
Bijwoordelijke bepalingen kunnen worden onderverdeeld in diverse categorieën: 
- van tijd (Wanneer?)
- van plaats (Waar?)
- van richting (Naar waar? Waarheen?)
- van hoedanigheid/wijze (Hoe?)
- van oorzaak (Waardoor?)
- van reden (Waarom?)
- van gevolg (Doordat?)
- van ontkenning of negatie (Hij komt niet → niet is dan een bijwoordelijke bepaling)
- van voorwaarde (Op welke voorwaarde?)
- van toegeving (Ondanks wat?)
- van omstandigheid (Wat is er (tegelijkertijd) aan de hand?)
- van beperking
- van doel (Met welk doel?)
- van hoeveelheid (Hoe veel?)
- van frequentie (Hoe vaak?)
- van modaliteit (Datgene wat een zekerheid of een mogelijkheid uitdrukt)
- van graad (Hoe erg?)
- van middel (Op welke manier? Waarmee?)
- van vergelijking
- van volledigheid (In welke mate?)
- van informatie (Waarover?)

De bepaling van tijd:
1. Tijdens de vakantie zijn we ook even bij Kamil geweest.
2. Helaas werd vanochtend de telefoon afgesneden.
3. Ik heb drie maanden aan die syllabus gewerkt.
4. Hugo heeft dat hele jaar in Amerika gedoceerd.

In zin 1 en 2 geeft de bijwoordelijke bepaling te kennen wanneer iets gebeurd is. In zin 3 en 4 duidt dit zinsdeel aan hoe lang iets geduurd heeft. In zin 4 wordt door het woord dat tevens aangegeven wanneer het doceren plaatsvond.
De zinsdelen die zelfstandige naamwoorden beschrijven, worden bijvoeglijke bepalingen genoemd.